# 品川プリンスホテル
品川プリンスホテル（しながわプリンスホテル、Shinagawa Prince Hotel）は、東京都港区高輪にある西武ホールディングス傘下の西武・プリンスホテルズワールドワイドが運営するホテル。

## 概要
1978年に旧毛利元道公爵邸跡地に開業。ターミナル駅の品川駅前という地の利を生かしたビジネス・レジャー客を主なターゲットとしたホテルである。シネマコンプレックスのT・ジョイや水族館のアクアパーク品川、温水プール、スケート場やボウリング場、テニスコートなどの多様なエンターテイメント施設をホテル内に併設する。
その後の平成不況下においてスケート場を閉鎖し、その敷地に高層建物の新館とエグゼクティブタワーを開業し、業容を大きく拡大した。また映画館や水族館、フードコートを併設した2002年のエグゼクティブタワー開業時には、「THE CONVOY」が出演したホテルのエンターテインメント性を追求するイメージのスポットCMが放映されている。2006年に西武グループ再建によるプリンスホテルのリブランド化に伴い、建物名の変更と一部客室のリニューアルを実施した。更に2013年にも、ノースタワーのNタワーへの名称変更及び同タワー全体のリニューアルを行っている。
全客室に地上デジタル放送対応の26型の液晶テレビが完備されている（地上デジタル放送・VODサービス・ラジオ放送が視聴できる）。ビジネス・レジャー客を主なターゲットとしているため、スイートルームは設置せず、その役割は近隣の高輪地区のプリンスホテル（グランドプリンスホテル高輪及び高輪 花香路、グランドプリンスホテル新高輪、ザ・プリンス さくらタワー東京）が事実上担っている。

## 施設

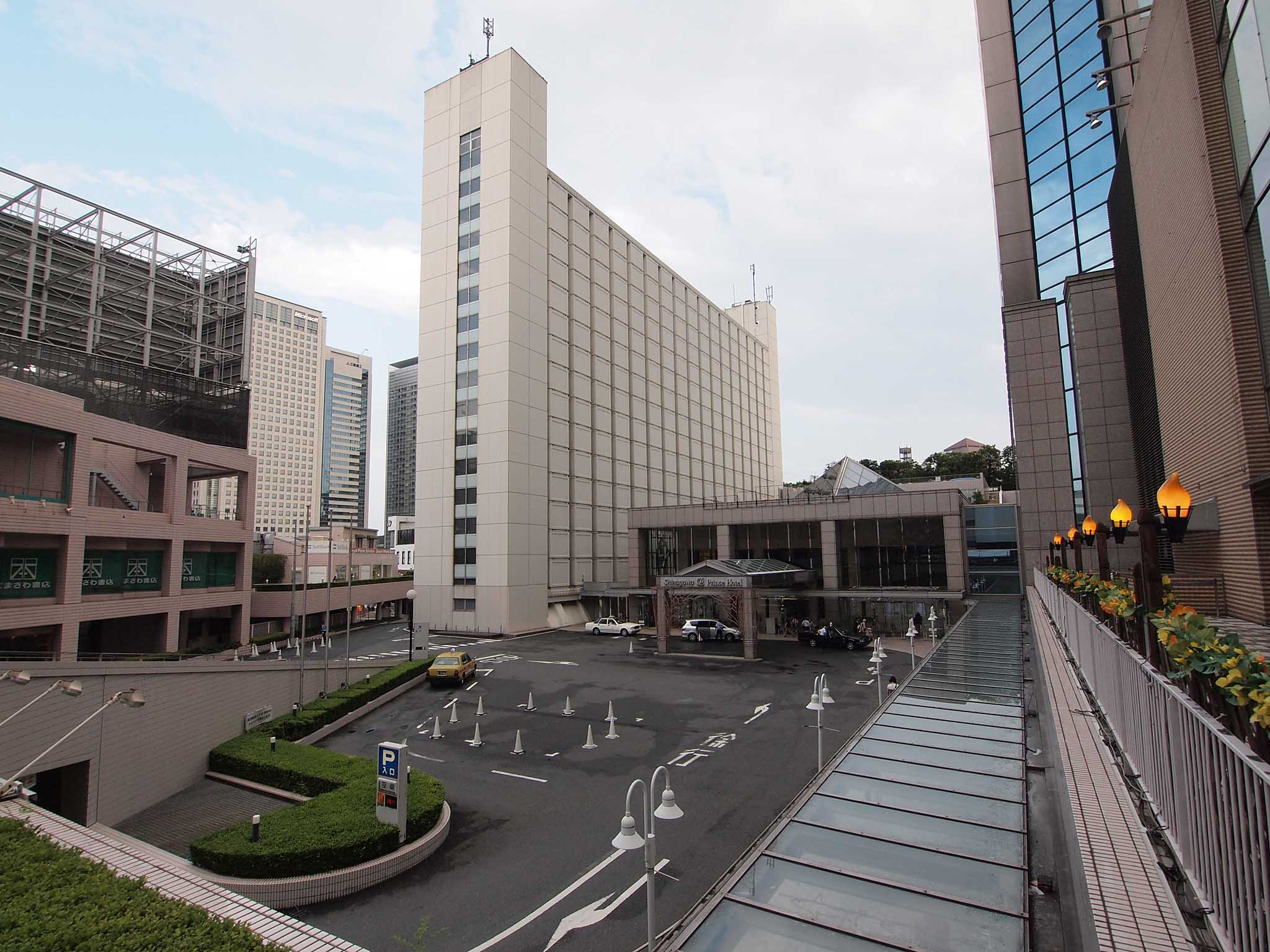
車寄せとイーストタワー

Nタワーを除き、各ホテル棟に2つ以上のレストラン・飲食店が設置されている（Nタワーは1つ）。複数の棟に客室があるため、室番はタワー番号の後に階層+個別番号が来る形となっている。例えば3-2105ならメインタワー21階の5号室ということになる。

### イーストタワー（旧本館）
全1015室、シングルルームのみ。修学旅行の宿泊のために建設されたためこのような構成になった。タワー番号は1。
2024年に大規模な改装を実施。客室の一部を「スタンダードシングル」にリニューアルし、レストランやカラオケも一新された。

#### 料飲施設
- SHINAGAWA PIVOT - 第一興商が運営する複合娯楽施設。1階にレストラン、地下1階にカラオケ・ダーツなどのアミューズメント施設を設ける[3]。開業当初は1階が「カフェレストラン24」、地下1階が「カラオケ山手線」でいずれもプリンスホテル直営だった。

### Nタワー（旧別館、ノースタワー）
1986年6月開業。全257室。タワー番号は2。開業当初はツイン・ダブルルームと会議室のみだったが、1997年よりシングルルームが新設された。後述のリニューアルにより現在はセミダブルが中心となっている。
2013年3月29日に、アクティブワーカーの3rdプレイスをコンセプトに、「Nタワー」としてリニューアルオープンした。部屋タイプはツインとセミダブルのみが設定され、17階にはNタワー宿泊者は無料で利用出来る「BUSINESS LOUNGE」（オープン当初は Supported by EPSONと付けられていた）が設けられた。当タワー宿泊者専用の無料朝食サービス「N's MORNING」が用意されている。「N」には「Near/Neighbor（駅からのアクセス）」「North Star（北極星のような道標的存在）」「Network（人との繋がり）」がキーワードとして込められている。
2017年10月より、自律走行型デリバリーロボット「Relay」（サヴィオーク社）を運用している。愛称は公募で「HARRY」と名付けられた。エントランス前には、メルセデス・ベンツ日本運営の「mercedes me @Shinagawa Prince Hotel」があった（2025年5月12日営業終了）。
Nタワーとしてリニューアル後は、4棟の中で唯一客室に喫煙室が設定されておらず、全館禁煙室となっている。
かつては広島東洋カープが常宿としていた。

#### 料飲施設
- 焼き肉 叙々苑

### メインタワー（旧新館）
39階建て、1994年12月開業。全1735室。品川スポーツランド（スケート場）跡地に建設された。宿泊棟4館のうち敷地面積が最大で、数多くの宴会場と客室、多彩なレストラン・バーを擁してホテルを代表する中心的な建物である。タワー番号は3。
6階から37階にかけて、各階の間取りは建物の「回」の字形で外寄り（外周側）に客室が設置され、内側（客室の廊下に囲まれる形）に330m2の宴会場が15カ所設置されている。同じフロアに存在するものの、完全に隔離される設計を取っている。
客室構成はツインルームが大半を占め、他にダブルルーム・スーペリアダブルルーム（セミスイート相当）となっている。

#### 主な料飲施設
- ブッフェレストラン「ハプナ」
- DINING＆BAR TABLE 9 TOKYO（創作西洋料理とダイニングバー） - 2017年12月13日に「トップ オブ シナガワ」をリニューアル。ダイニング、グリル、バー、ラウンジ等のエリアで構成される。
- 味街道・五十三次（和食） - フロア内に寿司・和食（御膳・定食など）・天ぷら・うどん/そば・鉄板焼・串揚げ/おでん・しゃぶしゃぶの店舗がショッピングモールのように独立している。
- バイキング孫悟空（中国料理）
- 品川大飯店（中国料理）
- マウナケア（コーヒーラウンジ 兼 ベーカリー・パティスリー売店）
- コンビニエンスショップ（売店）

### アネックスタワー（旧：エグゼクティブタワー）
32階建て、2002年4月開業。客室は8階以上（7階がフロントでマクセル アクアパーク品川屋上の駐車場につながる玄関がある）で全室ダブルルーム（シングルユース可）の672室。タワー番号は4を飛ばして5となっている。
6階までに以下の施設が備わっている。なお、2019年4月3日にロビー、4月8日に上層階3フロアがリニューアルされ、開業以来初となるツインルームが新設された。

#### 主な料飲施設
- 茶のしずく（日本茶喫茶店）
- 和食 ななかまど
- フードコート 品川キッチン - 旧：プリンスフードコート。セルフサービス方式のフードコート。ラーメン・うどん/そば・スパゲティ・カレー・どん物・サンドイッチ・グリル・中華料理・たこ焼き・お好み焼きといったアラカルト料理を一品800円前後の値段で提供している。
- カフェ・ド・シネマ - プリンスシネマロビーに設置

#### T・ジョイPRINCE品川
旧称・品川プリンスシネマ。日本で唯一のホテル直営によるシネマコンプレックス。11スクリーンで、全席特別席の「プレミアム館」が内4スクリーン設置されている。公式サイト上で、クレジットカードを用いたオンラインチケッティングサービスを行っている。
2016年4月1日より東映グループのティ・ジョイとの共同運営に移行し、現名称に変更した。

##### シアター11（旧：メルシャンアイマックスシアター、シアターZERO）
IMAXは大型スクリーンによる立体映像投影技術で、開業当初より洋画ロードショー作品のIMAX版の上映を行っていた。しかし後のプリンスホテルグループ再建に伴い、2000年12月開業でメルシャンが冠スポンサーとなっていた「メルシャン軽井沢アイマックスシアター」と共に2007年3月末に閉館し、プリンスホテルはIMAX上映から撤退した。
その後スクリーンと映写設備を上映館用途に改修し「シアターZERO」としてリニューアル。プリンスシネマと並行して、長大スクリーンによるロードショーを行っている。2016年7月1日には10年ぶりとなるIMAXを導入、これに合わせて名称も「シアター11」に変更した。

#### ボウリングセンター
80レーン設置されており、首都圏・東日本最大のレーン数である。例年女子ボウリングのJLBCプリンスカップ・宮様チャリティー大会・KUWATA CUPの準決勝戦が行われている。かつては、1979年秋から1987年春までテレビ朝日系列で放送された期首特番『オールスター番組対抗ボウリング大会』（『水曜スペシャル』）も行われていた。
元々は現在のアクアパーク品川の場所にあったが、アネックスタワー建設の際に移設された。カレーレストランが設置されている。

### 宴会場
5階の「プリンスホール」は2046m2と当ホテル最大の宴会場となっている。9つの会場に分割、およびフレキシブルに組み合わせての使用が可能で、分割された会場にはそれぞれ日本名山の名がつけられている。

### クラブeX
3階に設置されている全円周型の多目的会場施設で、披露宴をはじめとする各種パーティーや音楽コンサートなどが行われ、用途に合わせてフレキシブルに座席やステージの配置ができる。
2009年4月25日から2011年11月30日までは吉本興業直営の劇場よしもとプリンスシアターとして使用されていた。

### アクアパーク品川
ホテルのレジャー施設として2005年に開業した水族館。開業時は「エプソン 品川アクアスタジアム」の名称だったが、2015年4月にリニューアルオープンし「エプソン アクアパーク品川」に改称。2017年12月からはマクセルホールディングスがネーミングライツを取得し、「マクセル アクアパーク品川」となっている。
附随施設として最大1,800人余の収容が可能な大型ライブハウス「ステラボール」がある。命名は松任谷由実。

### 品川プリンス・レジデンス
西武プロパティーズが運営する高級賃貸マンション・サービスアパートメント。居住者と関係者以外は立ち入り出来ない。1階は同社の品川事業所。

### その他の付帯施設
- 高輪テニスセンター[11]（テニスコート）
- 高輪ゴルフセンター
- プール

## かつて存在した施設

### 品川スケートセンター
品川プリンスホテルにはかつてスケートリンク（品川スケートセンター）があり、1966年に西武鉄道アイスホッケー部が創部された際にはホームリンクとして使用、日本アイスホッケーリーグなどの公式戦が開催された。また全日本フィギュアスケート選手権やプロボクシング世界タイトルマッチ（WBA世界フライ級選手権：グディ・エスパダス【メキシコ】vs触沢公男【東洋】／1978年1月2日）、プロレスの試合興行も行われていた。
1990年10月、西武鉄道により屋内型スケートリンク「新横浜スケートセンター」が新規開業したことに伴い、翌1991年に閉鎖。西武鉄道アイスホッケー部も本拠地を新横浜スケートセンターに変更した。品川スケートセンターで行われていたスケート教室も新横浜スケートセンターにて行われることになり、所属していたスケートコーチの多くも新横浜スケートセンターに移っている。

### ゴールドホール
ゴールドホールではボクシングやプロレスの試合、歌手のコンサートなどが開催されることもあった。
また1980年前後には、フジテレビ系列の恒例特別番組『オールスター紅白大運動会』の会場にも使用された。

## その他
- 映画『ゴジラ×メカゴジラ』では、三式機龍から放たれた必殺武器で品川プリンスホテルが崩壊する描写がある。
- 2025年3月2日より品川プリンスホテルのメインエントランスに設置されているタクシー乗り場を品川駅高輪口のタクシー乗り場として兼用している[14]。

## COVID-19対応
COVID-19流行に伴い、2020年4月2日よりイーストタワーおよびNタワーの営業を休止し、メインタワーとアネックスタワーのみに営業に集約。また、病床が足りなくなるとの懸念から、東京都が軽症者を収容するためのホテルの提供を呼びかけた際にイーストタワーの提供を申し出、2020年4月16日から6月30日まで、及び2020年7月31日から2023年3月31日まで宿泊療養施設として運用されていた。
その後、2023年4月1日よりイーストタワー、同年5月22日よりNタワーがそれぞれ約3年ぶりに一般営業を再開している。

## アクセス
鉄道
JR・京急品川駅高輪口前の第一京浜（国道15号）を挟んだ向かい側に有る。品川駅からはウィング高輪ウェストの敷地内を突っ切る形になる。高輪口からはグランドプリンスホテル新高輪行きの送迎バスが運行されており、品川プリンスホテルに停車する。
路線バス
一般路線バスは都営バスの品川駅前停留所、港区コミュニティバス「ちぃばす」は高輪ルートの品川駅高輪口停留所が最寄りとなる。
ホテル構内からは東京空港交通が運行する成田空港・羽田空港リムジンバスが発着する。また2010年代中盤からは西武バスグループが運行する高速バスが発着、2019年現在で下記の路線が運行されている。
- 苗場ホワイトスノーシャトル（苗場プリンスホテル行き、西武観光バス・伊豆箱根バス）※季節運行
- プリンスエクスプレス箱根芦ノ湖（箱根湯本駅・元箱根・ザ・プリンス箱根芦ノ湖行き、西武観光バス）
横浜 - 軽井沢線は2019年1月14日の運行を最後に廃止